# Apanteles telon
Apanteles telon är en stekelart som beskrevs av Nixon 1965. Apanteles telon ingår i släktet Apanteles och familjen bracksteklar. Inga underarter finns listade i Catalogue of Life.